# Marguerite de Lorena
Marguerite de Lorena (22 iulie 1615 – 13 aprilie 1672) a fost prințesă de Lorena prin naștere și ducesă de Orléans prin căsătoria cu Gaston, Duce de Orléans, fratele mai mic al regelui Ludovic al XIII-lea. A fost mama vitregă a La Grande Mademoiselle. 